# Limenitis jordani
Limenitis jordani är en fjärilsart som beskrevs av Hans Fruhstorfer 1915. Limenitis jordani ingår i släktet Limenitis och familjen praktfjärilar. Inga underarter finns listade i Catalogue of Life.